# Мъртвояди
Мъртвоядите (Silphidae) са семейство насекоми от разред твърдокрили (Coleoptera).

## Разпространение
Представителите наброяват около 200 вида разпространени основно в Северното полукълбо, но се срещат и тропически видове.

## Описание
Видовете са се специализирали в консумацията на органична материя и мъртви животни.